# فیلبوس (افلاطون)
فیلبوس(به یونانی: Φίληβος) یکی از مکالمات افلاطون است. در این مکالمه رابطهٔ لذّت با خیر بررسی شده‌است.

## خلاصه مکالمه
فیلبوس معتقد است که «خوب» برای همهٔ جانداران عبارت از لذت و خوشی است؛ ولی سقراط می‌گوید «خوب» دانایی و تفکر و روشن‌بینی است.
لذت یکی است یا کثیر؟ همچنین دانایی یکی است یا کثیر؟ لذت یکی است آنچه گوناگون است منشاء لذت است. لذا به نظر می‌رسد که لذت‌های گوناگونی وجود دارد. یکی از خویشتنداری لذت می‌برد و دیگری از هوی و هوس. افلاطون دو نمونه در بارهٔ واحد و کثیر نقل می‌کند. یکی صدا و اقسام آن و دیگری حرف و اقسام آن. و این تمرین مقدماتی دیالکتیکی است. فرض کنیم کسی دائماً در بزرگترین لذت باشد؛ این لذت ارزشمند نیست چون اگر از هر دانایی بی‌بهره باشیم پس نخواهیم دانست که شادمان هستیم و چون از نیروی یادآوری بی‌بهره هستیم نخواهیم توانست یاد آوریم که شادمان بوده‌ایم یا چگونه برنامه‌ریزی کنیم که در آینده شاد باشیم. دانایی و دانش صرف نیز چنین است هیچکس خواهان زندگی‌ای که سراسر دانستن و فهم و یاد باشد، نیست. پس ترکیبی از آن دو خوب است. اما چه چیزی علت پیدایش زندگی مختلط است؟ لذت در مرتبهٔ چندم قرار دارد؟ از نظر سقراط در مرتبهٔ سوم قرار دارد.
هر چیزی که در جهان است نتیجهٔ بهم آمیختن چهار نوع است: محدود، نامحدود، اندازه و علت. نامحدود با محدود، محدود می‌شود و اندازه به دست می‌آید. «نوع سوم به نوع واحدی می‌گوییم که از آمیزش آن دو بدست می‌آید و ماهیتش رسیدن به هستی است بر اثر راه یافتن اندازه که سبب محدودیت می‌گردد. این آمیزش بسته به علتی است. و علت دانایی است. لذت نامحدود است و دانایی علتی است که آن را محدود می‌کند و از این آمیزش است که خوشی به اندازه بدست می‌آید و برهم خوردن این اندازه رنج است.
در کل جهان هم نامحدود بسیار است و هم محدود و علاوه بر آنها علتی بس والا در آن است که سالها و ماهها و فصول را منظم می‌سازد و پشت سر هم می‌آورد و بدین جهت حق این است که آن را دانایی و خرد بخوانیم. لذا زمام امور کل جهان بدست خرد است. خلاصه آنکه لذت نامحدود است خرد آن را حد می‌زند و محدود می‌کند وقتی نامحدود محدود شد، هستی یا شدن یا لذت یا تندرستی یا هماهنگی یا موزونی یا خوشی بدست می‌آید. در غیر این صورت رنج است. «وقتی که در بدن جانداری وضع و حال طبیعی که در نتیجهٔ آمیزش نامحدود با محدود پدید آمده‌است، دستخوش اختلال شود، این اختلال درد است و فعل و انفعالی که سبب می‌شود وضع و حال طبیعی به صورت نخستین باز گردد، لذت است.» و حالتی که روح در انتظار لذت است امید و شادمانی و حالتی که روح در انتظار درد است بیم و غمگینی است. «میل به یک حالت از راه بیاد داشتن پیدا می‌شود و بدین سان روشن گردید که میل و خواهش، و به‌طور کلی حکومت بر حیات، در مورد هر جانداری از مختصات روح است.»
لذت‌های آمیخته به درد بعضی برای جسم است مثل بیماری خارش و بعضی مخصوص روح است مثل حسد. «هم تن در تنهایی و مستقل از روح، و هم روح در تنهایی و مستقل از تن، و هم هر دو با هم، از آن گونه لذت و درد آمیخته بهم، آکنده‌اند.» اما «لذات ناب و حقیقی، لذاتی هستند که موضوعشان رنگها و شکلهای زیباست، همچنین‌اند لذات ناشی از بوها و آوازها، و اینها چیزهایی هستند که دوری از آنها سبب درد نمی‌گردد؛ در حالی که به دست آوردن آنها آرامی و خرسندی و لذتی ناب و خالی از درد به ما می‌بخشد» اندکی لذت ناب بهتر از لذت بزرگتر و بیشتری است که آمیخته‌است.
«دیالکتیک هنری است که به هر یک از هنرها و دانشهایی که پیش‌تر نام بردم احاطه دارد، و من برآنم که هر کس اندک بهره‌ای از خرد دارد، دانشی را که موضوعش باشندهٔ راستین و هستی راستین است، یعنی چیزی که به اقتضای طبیعتش همواره همان می‌ماند، حقیقی‌ترین دانشها می‌شمارد.» و این دانش برتری دارد بر دانشی که دربارهٔ آنچه به وجود می‌آید و نابود می‌شود، سخن می‌گوید. «آیا در روح ما به راستی هنری وجود دارد که سبب می‌شود روح ما شیفتهٔ حقیقت باشد و برای رسیدن به حقیقت از هیچ کوششی سرباز نزند؟» چون نمی‌توانیم خوب را به یک صورت مجسم کنیم با سه شکل زیبایی و تناسب و حقیقت نمایان می‌سازیم و می‌گوییم حق این است که آن سه را مفهومی واحد تلقی کنیم.» خرد به این سه نزدیکتر است تا لذت. مقام اول از آن اندازه است؛ مقام دوم در خور اعتدال و زیبایی؛ و در مقام سوم خرد و روشن‌بینی؛ و در مقام چهارم متعلقات روح یعنی دانش و هنر و پندار درست؛ و در مقام پنجم لذت قرار دارد. لذت هیچ‌گاه نمی‌تواند مقام نخست را بدست آورد «هر چند همهٔ گاوان و خران و دیگر جانوران هماواز گردند و خلاف این سخن را ادعا کنند و سر در پی لذت بگذارند»

## مطالعهٔ بیش‌تر
ترجمه فارسی این مکالمه
- افلاطون (۱۳۵۷)، دورهٔ ۷ جلدی آثار افلاطون، ترجمهٔ محمدحسن لطفی، رضا کاویانی، تهران: انتشارات خوارزمی

درباره این مکالمه
- Full text and Introduction (Benjamin Jowett, 1892)
- 'Measure for Measure' section on the Philebus in «Plato's Ethics: An Overview» at the Stanford Encyclopedia of Philosophy